# 危地马拉广场
危地马拉广场（Place du Guatemala）是巴黎第八区的一个三角形广场。它是欧洲区的一部分，位于马勒塞尔布大道（boulevard Malesherbes）和Bienfaisance路（Rue de la Bienfaisance）的交汇处，圣奥思定堂西北侧。
危地马拉广场开辟于19世纪，现名命名于1967年，得名于中美洲国家危地马拉。